# Bygmalion
Cet article possède des paronymes, voir Pygmalion et Bingmayong.
Cet article concerne l'entreprise Bygmalion. Pour l'affaire judiciaire en cours, voir Affaire Bygmalion.
Le texte peut changer fréquemment, n’est peut-être pas à jour et peut manquer de recul. 
Le titre et la description de l'acte concerné reposent sur la qualification juridique retenue lors de la rédaction de l'article et peuvent évoluer en même temps que celle-ci.
Bygmalion est une ancienne agence de communication créée en 2008 par Bastien Millot et Guy Alves. Sa structure juridique était une société par actions simplifiée (SAS) au capital de 500 000 euros, détenue par deux holdings : AMM Participations (société de l'ancien PDG de Bygmalion, Guy Alves) et RG management (société de l'actuel directeur général de Bygmalion, Richard Gibeaud).

## Organisation du groupe
Le groupe Bygmalion est constitué d'une société mère Bygmalion SAS et de plusieurs filiales.
En juillet 2014, Bygmalion ainsi que ses filiales sont placées en liquidation judiciaire. Début octobre 2014, le mobilier et les équipements du siège de la société sont vendus aux enchères publiques.

### Actionnariat de la société Bygmalion SAS
Début 2014, l'actionnariat de Bygmalion SAS est décomposé de la manière suivante :
- 44,82 % Paris Luxembourg Participations (Emmanuel Limido)
- 23,86 % RG Management (Richard Gibeaud)
- 23,86 % AMM Participations (Guy Alves)

Participations données par Mediapart

### Les filiales
Les différentes filiales de Bygmalion SAS :
- Bygmalion TV qui produit des spots télévisés et des programmes depuis 2009,
- Ideepole (depuis 2008)
- Event & Cie est la filiale évènementielle du groupe.
- Doxeo, société créée en 2008, fournit des formations aux élus ou gèrent des événements comme les « Journées des jobs d'été », ou des rencontres d'eurodéputés[7]. Bygmalion SAS exerce directement le contrôle sur cette filiale en sa qualité de président, et mandataire de l'entreprise DOXEO. Le dernier chiffre d'affaires publié pour cette société est de 4,8 millions d'euros au 31/12/2009. Elle employait à cette date un effectif de 21 personnes. Parmi les clients de Doxéo, on trouve surtout des élus qui ont demandé des formations politiques, comme Jérôme Lavrilleux (conseil général de l'Aisne)[8], Olivier Bettati (conseil général des Alpes-Maritimes)[9]
- B4 Sports (également dénommée Éditions Doxeo avant le 1er janvier 2014 qui exerçait un métier d'éditeur). Société créée en 2009, présidée par Bygmalion SAS. B4 Sports est une agence de publicité dont le métier est la communication des sportifs et la communication des marques autour du sport.

La direction générale de Bygmallion SAS est assurée par Richard Gibeaud, par ailleurs actionnaire de Bygmalion SAS (à travers RG Management), directeur général de Doxeo, de B4 Sports.

## Domaine d'intervention
Le dernier chiffre d'affaires connu date de 2009 avec un montant de 2,79 millions d'euros. Depuis 2009, Bygmalion ne publie plus ses résultats.

### Formations politiques
- Le groupe UMP (réalisation de plaquettes pour les parlementaires en 2008)
- Génération France (conception du site internet)
- L'UMP (organisation de séminaires)
- L'UMP et l'ANDL (formation d'élus)
- Entraînement d'élus (prise de parole devant un public hostile, gestion de crise, « media-coaching » intensif avant intervention dans un média, etc.)

### Collectivités territoriales
- Ville du Cannet, dont la maire est Michèle Tabarot, pour l'inauguration du musée Bonnard[11],
- L'office du tourisme de Provins
- La ville de Levallois-Perret (réalisation d'un logo)[12].
- Ville de Fontainebleau (Conseil en communication et relation presse pour la démolition de la Halle du Marché)[13],
- Ville de Soisy-sous-Montmorency (Conception des supports de communication)[14]

### Divers
- L'entreprise publique France Télévisions.
- Le cabinet médical de Roland Copé[15].

## Affaires judiciaires

### Mairie de Saint-Maur-des-Fossés: prestations non réalisées
Entre décembre 2009 et décembre 2012, la société aurait signé plusieurs contrats avec la mairie de Saint-Maur-des-Fossés pour un montant de 330 000 euros. D'après L'Express, 250 000 euros de prestations n'auraient pas été exécutées par la société. Le parquet de Créteil a ouvert une enquête préliminaire en 2013. En novembre 2017, le maire Henri Plagnol est reconnu coupable de complicité de détournement de fonds publics et condamné à trois ans d'inéligibilité et un an d'emprisonnement avec sursis.

### France Télévisions: mises en examen pour favoritisme
En 2008, alors que son fondateur Bastien Millot quitte son poste de directeur délégué à France Télévisions, Le Canard enchaîné révèle que le jour de son départ, plusieurs contrats auraient été signés entre les deux entreprises pour un montant de 143 902 euros. Le Canard enchaîné révèle également que des contrats de prestation ont été renouvelés pendant six ans sans faire l'objet d'appel d'offres. Pendant quatre ans, Bygmalion empoche ainsi 1,2 million, selon Le Canard enchaîné.
En avril 2014, Patrick de Carolis, l'ancien PDG de France-Télévisions, et Camille Pascal, l'ancien secrétaire général du groupe France Télévisions, sont mis en examen pour favoritisme. Parallèlement, Bastien Millot est mis en examen pour « recel de favoritisme ».
Par un arrêt remarqué du 17 février 2016, la chambre criminelle de la Cour de cassation valide la procédure d'instruction suivie contre Patrick de Carolis et Camille Pascal : le délit peut être caractérisé même si le favoritisme ne concerne pas des marchés régis par le code des marchés publics ; la loi pénale française n'est pas contraire au droit de l'Union européenne.

### Affaire UMP-Bygmalion
En février 2014, une enquête du magazine Le Point, accusant la société d'avoir surfacturé des prestations de la campagne présidentielle de Nicolas Sarkozy en 2012, met en cause les liens d'amitié entre les deux dirigeants de l'entreprise et Jean-François Copé, secrétaire général puis président de l'UMP.
En mai 2014, Libération révèle que l'UMP a payé, pendant la campagne de Nicolas Sarkozy en 2012, 20 millions d'euros à Bygmalion, et affirme que certains des événements rétribués n'ont jamais eu lieu. La filiale de Bygmalion Event & Cie fait l'objet d'une enquête préliminaire pour « faux, abus de biens sociaux et abus de confiance ». Le 26 mai 2014, Me Patrick Maisonneuve, avocat de la société, déclare que Bygmalion s'est vue « imposer » des factures litigieuses « à la demande » de la direction de l'UMP, et explique que les fausses factures seraient un montage pour dissimuler les dépassements de frais de Nicolas Sarkozy lors de la campagne présidentielle de 2012. Au cours de l’enquête, Franck Attal, patron d'Event et Cie, déclare aux policiers que Bastien Millot et Guy Alvès avaient accepté la proposition faite par Jérôme Lavrilleux et Éric Cesari, de « rentrer dans l'irrégularité » par ce système de fausses factures, ce que Guy Alves confirme aux enquêteurs.
De nouveaux soupçons de surfacturation font surface le 25 juin 2014, avec un article du Canard enchaîné qui révèle que dès 2010, certaines prestations furent facturées par Bygmalion à l'UMP et à son groupe parlementaire « 700 fois le prix habituellement demandé par d'autres entreprises ». L'hébergement mensuel du site de l'UMP a coûté 3 588 euros par mois en 2011 et jusqu'à plus de 22 000 euros pour le mois de novembre, une prestation qui d'ordinaire ne coûte que 5 à 21 euros par mois, soit « 250 à 1 000 fois moins cher ». En 2010, Bygmalion a facturé 638 038,10 euros pour le site internet des députés UMP, une prestation qui d'ordinaire coûte aux alentours de 3 000 euros par an. La lettre d'information du groupe UMP (trois paragraphes de texte, une photo et quelques extraits de discours), envoyée aux députés du parti, fut facturée 172 415,36 euros. Autre exemple, le parti a payé 232 598,08 euros en 2010 pour la création de plusieurs « minisites » internet, en réalité « de simples pages d'accueil squelettiques ». Enfin, plusieurs personnalités de l'UMP furent rémunérées par Bygmalion, dont Guillaume Peltier et Geoffroy Didier.
Le 1er octobre 2014, après deux jours de garde à vue, Bastien Millot et Guy Alves sont mis en examen pour abus de confiance, complicité de faux et usage de faux par les juges chargés de l'information judiciaire ouverte pour « faux et usage de faux, abus de confiance et tentative d’escroquerie ». Franck Attal, ex-patron de la filiale Event & Cie, est lui mis en examen pour faux et usage de faux. Le lendemain, Éric Cesari, ancien directeur général de l'UMP, Fabienne Liadzé, ex-directrice financière de l'UMP, et Pierre Chassat, ex-directeur de la communication de l'UMP, sont interpellés et placés en garde à vue. Le 4 octobre, ils sont tous les trois mis en examen pour « faux, usage de faux et abus de confiance ».
Le 1er octobre 2019, la Cour de cassation confirme définitivement le renvoi en procès de Nicolas Sarkozy pour les dépenses excessives de sa campagne présidentielle de 2012. Un procès était suspendu depuis deux ans à la suite de nombreux recours.
Le procès en première instance s'ouvre le 20 mai 2021 et se poursuit jusqu’au 22 juin.
Le jugement est rendu le 30 septembre 2021. Les peines prononcées sont les suivantes :
- Nicolas Sarkozy, reconnu coupable de financement illégal de campagne électorale, est condamné à un an de prison ferme[39].

- Jérôme Lavrilleux et Guillaume Lambert, directeur de campagne de Nicolas Sarkozy, reconnus coupables d’abus de confiance et de complicité de financement illégal de campagne électorale, sont respectivement condamnés à trois ans de prison dont un avec sursis, et trois ans et demi de prison dont deux avec sursis[40],[41].
- Philippe Briand, ancien député, reconnu coupable d'escroquerie, est condamné à deux ans de prison dont un an avec sursis et est privé d’éligibilité pour trois ans[41].
- Pierre Chassat, reconnu coupable d'abus de confiance, complicité d’escroquerie et financement illégal de campagne électorale, est condamné à trois ans de prison dont deux ans avec sursis et est privé d’éligibilité pour cinq ans[41].
- Le trésorier Philippe Blanchetier et les experts-comptables Marc Leblanc et Pierre Godet, reconnus coupables d'escroquerie et complicité de financement illégal de campagne électorale, sont condamnés à trois ans de prison dont dix-huit mois avec sursis et 60 000 euros d'amende[41],[42].
- Eric Cesari est condamné à trois ans de prison dont deux fermes et Fabienne Liadzé à trois ans de prison dont dix-huit mois avec sursis ainsi qu'une peine d’inéligibilité de cinq ans[43].
- Bastien Millot, cofondateur de Bygmalion, reconnu coupable de complicité d’usage de faux, complicité d’escroquerie et complicité de financement illégal de campagne électorale, est condamné à trois ans de prison dont 18 mois avec sursis et 100 000 euros d'amende[43],[44].
- Guy Alves, cofondateur de Bygmalion, reconnu coupable de complicité de faux, d’usage de faux, d’escroquerie et de financement illégal de campagne électorale, est condamné à deux ans de prison, dont un an avec sursis, et 100 000 euros d'amende[43].
- Franck Attal, directeur adjoint de la filiale de Bygmalion, Event & Cie, reconnu coupable des faits d’usage de faux, est condamné à deux ans de prison dont un an avec sursis, 100 000 euros d’amende, ainsi que l'interdiction de gérer une entreprise pendant 5 ans[42],[45].
- Sébastien Borivent, ancien cadre dirigeant de Bygmalion, reconnu coupable de complicité de faux, d’usage de faux, d’escroquerie et de financement illégal de campagne électorale, est condamné à deux ans de prison avec sursis et 100 000 euros d’amende[41].

Nicolas Sarkozy et treize autres personnes font appel. Le procès commence le 8 novembre 2023 et s'achever un mois plus tard,. Cependant, Bastien Millot et Sébastien Borivent n'ayant fait appel que sur les intérêts civils et Philippe Briand n'ayant pas fait appel, leur condamnation pénale est définitive. Le 30 novembre, devant la cour d’appel de Paris, les avocats généraux Bruno Revel et Serge Roques, contrairement au procès en première instance, ne demandent aucune condamnation d’emprisonnement ferme. Un an avec sursis est requis contre Nicolas Sarkozy tandis que des peines de dix-huit mois à quatre ans d'emprisonnement avec sursis et des amendes allant de 10 000 à 30 000 euros, sont demandées à l'encontre des neuf autres prévenus. 
Le jugement du procès en appel est rendu le 14 février 2024. La présidente explique avoir souhaité que les peines des prévenus incluent toutes une part de prison ferme, sauf pour les deux anciens dirigeants de Bygmalion, Franck Attal et Guy Alvès, qui ont reconnu leur culpabilité. Ces derniers sont respectivement condamnés à un an de prison avec sursis et dix-huit mois de prison avec sursis, ainsi qu'à une interdiction de gérer une entreprise pendant cinq ans. Nicolas Sarkozy est condamné à douze mois de prison dont six avec sursis, aménageables en détention à domicile sous surveillance électronique. Il décide de se pourvoir en cassation. Jérôme Lavrilleux est condamné à cinq ans d'inéligibilité et deux ans d’emprisonnement, dont dix-huit mois avec sursis, tout comme l'ancien directeur de l'UMP Eric Cesari, le directeur de campagne Guillaume Lambert, le trésorier Philippe Blanchetier, l'expert-comptable Pierre Godet, et enfin l'ancien directeur de la communication de l’UMP Pierre Chassat (qui pourra aménager sa peine de six mois fermes). Fabienne Liadzé, responsable du pôle finances de la campagne de 2012, est finalement condamnée à deux ans d'emprisonnement, dont 18 mois avec sursis, avec un aménagement pour les six mois fermes. Enfin, l'expert-comptable Marc Leblanc n'est pas allé au bout de sa procédure d’appel. 

### Affaire des formations fantômes
De nouveaux soupçons de surfacturation apparaissent à l'occasion de la mise en cause de Jérôme Lavrilleux et de la perquisition menée le 26 mai 2014 dans les locaux de l'Association nationale pour la démocratie locale (ANDL), présidée par la députée UMP Michèle Tabarot. Ces soupçons concernent des faits datant de 2011, révélés par Mediapart, et se rapportent à la formation demandée par Jérôme Lavrilleux, refusée par le Conseil général de l'Aisne et tout de même facturée par Doxeo (filiale de Bygmalion) au prix de 600 euros de l'heure,. Le cas de Jérôme Lavrilleux pourrait ne pas être un cas isolé, car le JDD et Mediapart citent d'autres élus : « Ils m'ont sollicité il y a quelques mois, raconte au JDD un élu du Val-d'Oise, je m'y suis rendu et j'ai paraphé le registre, mais je ne suis pas resté. On m'avait alors expliqué que la prochaine fois je n'aurais même pas à me déplacer… »,

### Mairie de Menton
La police judiciaire de Nice enquête sur un supposé favoritisme et prise illégale d'intérêts dans l'attribution d'un marché public à Menton, concernant les sociétés Bygmalion et celle de Guillaume Peltier, Com1+. Les deux contrats sont inférieurs à 15 000 € H.T., seuil fixé pour mettre en place une mise en concurrence entre différentes sociétés. Pour la municipalité « l'opposition a essayé de lier les deux affaires, mais ce sont deux sociétés distinctes, assure le directeur général des services Alain Riquet, qui ont fourni deux prestations différentes ».

### Mairie de Soisy-sous-Montmorency
Le 26 juillet 2016, une plainte contre X a été adressée au Procureur de la République de Pontoise par l'association de défense des contribuables de Soisy-sous-Montmorency. La police judiciaire de Versailles enquête sur un supposé favoritisme et saucissonnage dans l'attribution du marché public avec Bygmalion et sa filiale Idéepole conclu entre 2008 et 2014 pour des sommes allant de 30 000 à 35 000 euros de prestations annuelles,,. Le 5 octobre 2020, Luc Strehaiano, le Maire de Soisy a été reconnu coupable devant le Tribunal Judiciaire de Pontoise pour favoritisme et saucissonnage dans le cadre de ce marché public avec Bygmalion. Il a plaidé coupable dans ce dossier et est jugé dans le cadre d'une procédure de comparution sur reconnaissance préalable de culpabilité,